# التجول على الدراجة

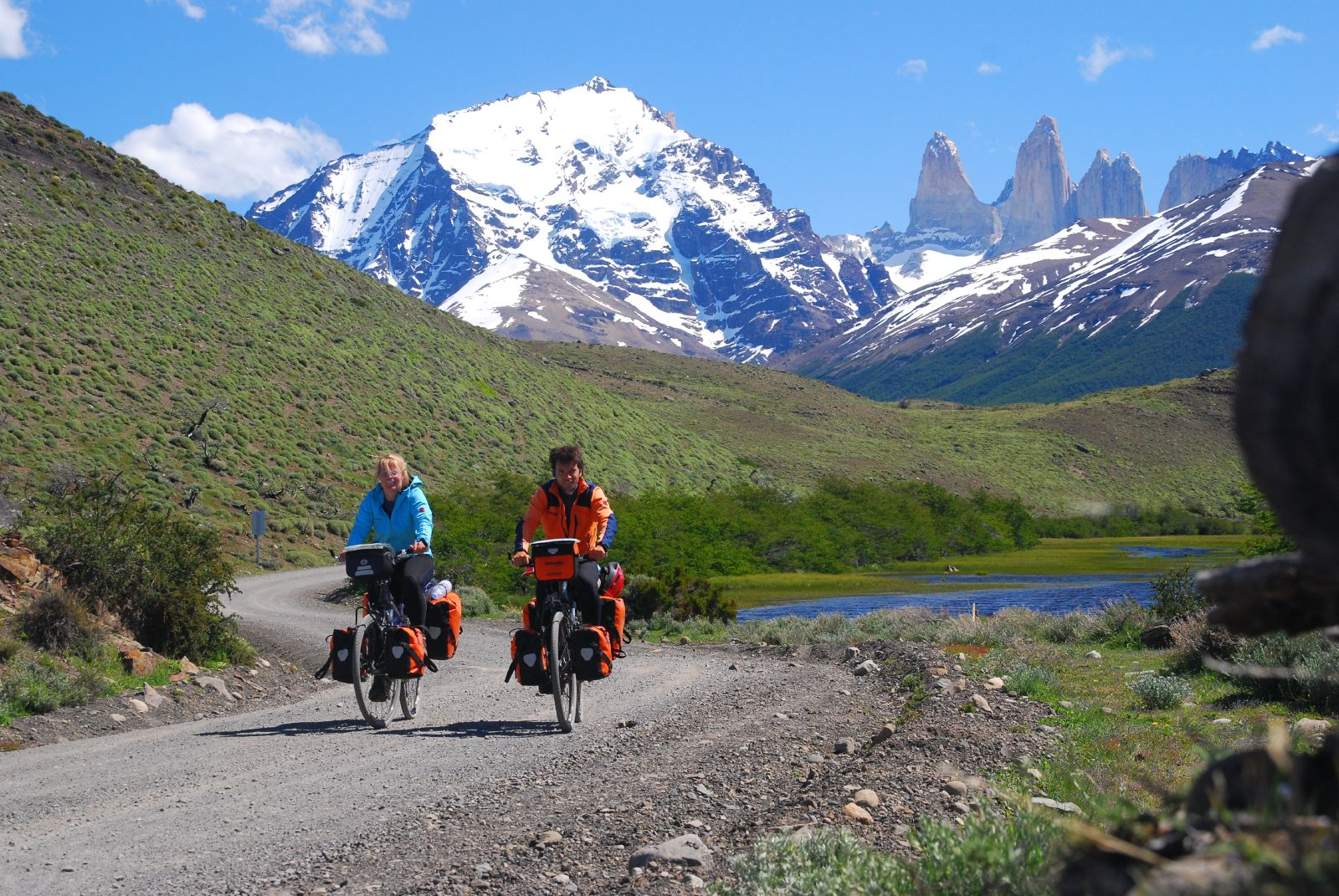
رجلان يقومان بالتجول بالدراجة الهوائية في إقليم ماجلان في تشيلي.

التجول على الدراجة الهوائية هو مصطلح يشير إلى رحلات ركوب الدراجات الهوائية من أجل المتعة والمغامرة والترفيه بدلا من ممارس الرياضة في البيت أو النادي. تتراوح رحلات ركوب الدراجات الهوائية من يوم واحد إلى عدة أيام أو أشهر أو حتى لعده سنوات. يمكن أن يتم التخطيط لرحلات الدراجات الهوائية من قبل شركة أو نادي أو مؤسسة أو جمعية خيرية وتكون بهدف جمع الأموال .

## التاريخ
ظهرت رحلات التجول بالدراجة الهوائية لأول مره في لندن في القرن التاسع عشر الميلادي.

## أنظر أيضا
- ديرفلا ميرفي